# Архиепархия Тулузы
Архиепа́рхия Тулу́за (Толоса́нская архиепа́рхия, лат.  Archidioecesis Tolosana [Convenarum-Rivensis]) — архиепархия Римско-Католической церкви с центром в городе Тулуза, Франция. Архиепархия Тулузы распространяет свою юрисдикцию на территорию департамент Верхняя Гаронна. В митрополию Тулузы входят епархии Каора, Монтобана, Памье, Родеза, Тарб-э-Лурда. В церковную провинцию Тулузы также входят архиепархии Альби и Оша. Кафедральным собором архиепархии Тулузы является Собор святого Стефана.

## История
Епархия Тулузы была образована в III веке святым Сатурнином, который проповедовал христианство в этом регионе. Первоначально епархия Тулузы входила в митрополию Нарбонны (сегодня — Епархия Каркассона и Нарбонны).
C XI по XIII на территории епархии Тулузы широкое распространение получила ересь катаров, которая была окончательно уничтожена крестовыми походами.
23 июля 1295 года епархия Тулузы передала часть своей территории для возведения новой епархии Памье.
11 июля 1317 года Римский папа Иоанн XXII выпустил буллу Salvator noster, которой возвёл епархию Тулузы в ранг архиепархии. В этот же день из архиепархии Тулузы выделились новые епархии Монтобана, Сен-Папуля, Ломбеза и Рие (последние три были упразднены в 1801 году после конкордата с Францией). 26 сентября 1317 года архиепархия Тулузы передала часть своей территории новым епархиям Лавора и Мирпуа (обе упразднены в 1801 году).
В 1532 году в Тулузе распространились идеи Реформации. В 1550 году архиепископ Тулузы кардинал Оде де Колиньи принял кальвинизм и был отстранён от должности Святым Престолом. В 1564 году Колиньи женился. В 1563 году приверженцы католицизма объединились в «Лигу защиты католицизма». С 1586 по 1595 года Тулуза находилась полностью под их контролем.
29 ноября 1801 года после конкордата с Францией Римский папа Пий VII выпустил буллу Qui Christi Domini, которой изменил границы архиепархии Тулузы соответственно департаментам Верхняя Гаронна и Арьеж, присоединив территорию упразднённых епархий Сен-Лизье, Памье, Рие и часть упразднённых епархий Сен-Бертран-де-Комменжа, Лектура, Ломбеза, Мирпуа, Монтобана и Сен-Папуля.
6 октября 1822 года была восстановлена епархия Памье, которая выделилась из архиепархии Тулузы. В этот же день архиепископы Тулузы получили привилегию прибавлять к своему титулу название города Нарбонны.
8 декабря 2002 года в церковную провинцию Тулузы вошли архиепархии Альби и Оша.
14 июня 2006 года титул города Нарбонны был передан епископу Каркасона.

## Ординарии архиепархии
- епископ святой Сатурнин;
- епископ святой Гонорат;
- епископ святой Папулий (300);
- епископ Мартин (314);
- епископ Родан (350—358);
- епископ святой Гиларий (358—360);
- епископ святой Сильвий (360—400);
- епископ святой Экзуперий (400—410);
- епископ Давид;
- епископ Максим (470);
- епископ Ираклий (? — 506);
- епископ Магнульф (? — 585);
- епископ Менна (? — 625);
- епископ святой Эремберт[фр.] (? — 657);
- епископ святой Гермерий[фр.] (? — 691);
- епископ Арриций (? — 785);
- епископ Манцион (? — 798);
- епископ Самуил (? — 843);
- епископ Саломон (? — 857);
- епископ Хелизахар (? — 861);
- епископ Бернард (883—890);
- епископ Арманд (903—925);
- епископ Юг I (926—972);
- епископ Аттон (973—974);
- епископ Изол (974—986);
- епископ Атт (990—1000);
- епископ Раймунд (1004—1010);
- епископ Пьер Роже (1018—1031);
- епископ Арно (1031—1035);
- епископ Бернард (1035—1040);
- епископ Юг II (1041—1044);
- епископ Арно (1045—1059);
- епископ Дюранд де Бредон (1059—1071);
- епископ Изарн де Лавор (1071—1105);
- епископ Амелий Раймон дю Пюи (1105—1139);
- епископ Раймон де Лотрек (1140—1163);
- епископ Бернар Бономм (1163—1164);
- епископ Жерар де Лабарт (1164—1170);
- епископ Юг III (1170—1175);
- епископ Бертран де Вильмюр (1175—1178);
- епископ Госселин (1178—1178);
- епископ Фулькранд (1179—1200);
- епископ Раймон де Рабастан (1203—1206);
- епископ Фолькет Марсельский (1206—1231);
- епископ Раймон дю Фальга (1232—1279);
- епископ Бертран де л’Иль-Журден (1279—1286);
- епископ Юг Маскарон (1286—1296);
- епископ святой Людовик Тулузский (1296—1297);
- епископ Арно-Роже де Комменж (1297—1298);
- кардинал Пьер де Ла Шапель-Тайлефер (1298—1305) — кардинал с 1305 года;
- епископ Гайяр де Прессак (1305—1317);
- кардинал Жан-Раймон де Комменж (1318—1327) — кардинал с 1327 года;
- архиепископ Гильом де Лодён (1327—1345);
- кардинал Раймон де Каниллак (1346—1350) — кардинал с 1350 года;
- архиепископ Этьен Альдобранди (1350—1361);
- архиепископ Жоффруа де Вероль (1361—1376);
- архиепископ Жан де Кардельяк (1376—1390);
- архиепископ Франсуа де Гонзи (1390—1391);
- архиепископ Пьер де Сен Марсьяль (1391—1401);
- архиепископ Виталь де Кастельмуру (1401—1410);
- архиепископ Доминик де Флуранс (1410—1422);
- архиепископ Дени дю Мулен (1423—1439);
- архиепископ Пьер дю Мулен (1439—1451);
- архиепископ Бернар дю Розье (1452—1475);
- архиепископ Пьер Лионский (1475—1491);
- архиепископ Эктор де Бурбон (1491—1502);
- кардинал Жан д’Орлеан-Лонгвиль (1503—1533) — кардинал с 1533 года;
- кардинал Габриель де Грамон (1533—1534) — кардинал с 1530 года;
- кардинал Оде де Колиньи (1534—1550) — перешёл в кальвинизм, отлучён от Католической церкви;
- кардинал Антуан Санген де Мёдон (1551—1559) — кардинал с 1539 года;
- кардинал Робер II де Ленонкур (1560—1562) — кардинал с 1538 года;
- кардинал Жорж д’Арманьяк (1562—1583) — кардинал с 1544 года;
- архиепископ Поль де Фуа (1583—1584);
- кардинал Франсуа де Жуайез (1588—1604) — кардинал с 1583 года;
  - вакантно (1604—1613);
- кардинал Луи де Ногаре де Ла Валетт д’Эпернон (26 августа 1613 — 17 мая 1627);
- архиепископ Шарль де Моншаль (1628—1651);
- архиепископ Пьер де Марка (1654—1662);
- архиепископ Шарль-Франсуа д’Англюр де Бурлемон (1664—1669);
- архиепископ Пьер де Бонзи (1672—1673) — кардинал с 1672 года;
- архиепископ Жозеф де Монпеза де Карбон (1675—1687);
- архиепископ Жан-Батист-Мишель Кольбер де Сен-Пуанж (1693—1710);
- архиепископ Рене-Франсуа де Бово Дю Риво (1714—1721);
- архиепископ Анри де Несмон (1722—1727);
- архиепископ Жан-Луи Де Бальб де Бертон де Крийон (1727—1739);
- архиепископ Шарль-Антуан де Ла Рош-Эмон (1740—1753) — кардинал с 1771 года;
- архиепископ Франсуа де Крюссоль д’Юзес д’Амбуаз (1753—1758);
- архиепископ Артюр Ришар де Дийон (1758—1762);
- кардинал Этьен Шарль де Ломени де Бриенн (21 марта 1763 — 8 марта 1788) — кардинал с 1788 года;
- архиепископ Франсуа де Фонтанж (1788—1801);
- архиепископ Клод Франсуа Мари Прима (1802—1816);
- архиепископ Франсуа де Бове (1817—1820);
- кардинал Анн-Антуан-Жюль де Клермон-Тоннер (28 августа 1820 — 21 февраля 1830);
- кардинал Поль-Терез-Давид д’Астро (1830—1851) — кардинал с 1850 года;
- архиепископ Жан-Мари Мьолан (1851—1859);
- кардинал Флориан-Жюль-Феликс Депре (1859—1895) — кардинал с 1879 года;
- кардинал Франсуа-Дезире Матьё (1896—1899) — кардинал с 1899 года;
- архиепископ Жан-Огюстен Жермен (1899—1928);
- кардинал Жюль-Жеро Сальеж (1928—1956);
- кардинал Габриэль-Мари Гаррон (1956—1966);
- кардинал Луи-Жан Гюйо (1966—1978);
- архиепископ Андре Коллини (1978—1996);
- архиепископ Эмиль Маркю (1996—2006);
- архиепископ Робер Ле Галь (2006—2021);
- архиепископ Guy André Marie de Kérimel (2021 — по настоящее время).